# Die Krone von Palma
Die Krone von Palma è un film muto del 1919 diretto da Harry Piel che fa parte della serie cinematografica dedicata alle avventure del detective Joe Deebs.

## Trama
Il professor Queri attira l'attenzione dell'investigatore Joe Deeds il quale si rende subito conto che, sotto i panni di Queri, si nasconde un pericoloso criminale, Keleni. L'uomo progetta di imbrogliare il duca di Palma, ma Deeds non solo fermerà il malvivente - che finirà ucciso in un'esplosione - ma riuscirà a recuperare anche una preziosa corona che era stata rubata al duca quindici anni prima.

## Produzione
Il film fu prodotto dalla May-Film.

## Distribuzione
In Germania, il film fu presentato a Berlino nel gennaio 1919.